# دهستان پیربازار
پیربازار، دهستانی است از توابع بخش مرکزی شهرستان رشت در استان گیلان ایران.

## جمعیت
بر اساس سرشماری سال ۱۳۸۵جمعیت آن ۲۱۳۷۴نفر (۵۸۴۵خانوار) بوده است.